# Three Snakes and One Charm
Albums de The Black Crowes
Amorica
(1994) By Your Side
(1999)
Singles
1. Blackberry
Sortie : 1996
2. Good Friday
Sortie : 1996
3. One Mirror too Many
Sortie : 1996

Three Snakes and One Charm est le quatrième album studio du groupe de rock américain The Black Crowes. Il est sorti le 23 juillet 1996 sur le label American Recordings et a été produit par Jack Joseph Puig et le groupe.

## Historique
A la fin de la tournée de promotion de l'album Amorica, une certaine tension s'est installé entre les deux frères Robinson et ceci faillit conduire plusieurs fois à la séparation du groupe. À l'époque, Chris habitait à Los Angeles et Rich à Atlanta et cette distance calma un peu cette acerbité.
Les deux frères commencèrent à s'échanger des idées de nouvelles chansons et lorsque les démos furent prêtes, ils appelèrent les autres musiciens et leur producteur Jack Joseph Puig. Pour l'enregistrement ils louèrent une grande maison près d'Atlanta qu'ils surnommèrent "Chateau de la Crowe" et dans laquelle ils enregistrèrent les pistes de base. Des enregistrements complémentaires furent effectués dans les studios Ocean Way Recording de Los Angeles.
Les chansons Good Friday et Blackberry sortiront en singles aux États-Unis se classant respectivement à la 3e et à la 6e des Mainstream Rock Tracks du Billboard Magazine. L'album se classa à la 15e place du Billboard 200 aux États-Unis et à la 17e place des charts britanniques.

## Liste des titres
- Tous les titres sont signés par Rich Robinson et Chris Robinson sauf indication.

1. Under a Mountain - 4:10
2. Good Friday - 3:51
3. Nebakanezer - 4:07
4. One Mirror Too Many - 3:37
5. Blackberry - 3:25
6. Girl from a Pawnshop - 6:17
7. (Only) Halfway to Everywhere - 3:59
8. Bring On, Bring On - 3:59
9. How much for Your Wings? - 3:27
10. Let Me Share the Ride – 3:18
11. Better When You're Not Alone - 4:10
12. Evil Eye - 4:10

Titres bonus de la réédition 2015
1. Just Say You're Sorry - 3:30
2. Pimper's Paradise (Bob Marley) -4:04

## Musiciens
The Black Crowes
- Chris Robinson: chant, harmonica
- Rich Robinson: guitares
- Marc Ford: guitares
- Eddie Harsh: claviers
- Johnny Colt: basse
- Steve Gorman: batterie, percussions

Musiciens additionnels
- Bruce Kaphan: pedal steel
- Rick Taylor: banjo
- Gary "Mudbone" Cooper: chœurs
- Garry Shider: chœurs
- Barbara Mitchell: chœurs
- Erica Stewart: chœurs
- The Dirty Dozen: cuivres

## Charts
Charts album
| Pays                         | Durée du classement | Meilleur classement |
| ---------------------------- | ------------------- | ------------------- |
| Allemagne                    | 7 semaines          | 38e                 |
| Australie                    | 5 semaines          | 23e                 |
| Autriche                     | 4 semaines          | 35e                 |
| Belgique (V)                 | 2 semaines          | 47e                 |
| Canada                       | 11 semaines         | 22e                 |
| États-Unis                   | 14 semaines         | 15e                 |
| Finlande                     | 5 semaines          | 19e                 |
| Pays-Bas                     | 8 semaines          | 39e                 |
| Royaume-Uni                  | 4 semaines          | 17e                 |
| Royaume-Uni (Rock and Metal) | -                   | 1er                 |
| Suède                        | 4 semaines          | 23e                 |
| Suisse                       | 4 semaines          | 35e                 |

### Charts singles
| Date | Single              | Chart                  | Durée du classement | Position |
| ---- | ------------------- | ---------------------- | ------------------- | -------- |
| 1996 | Good Friday         | Mainstream Rock Tracks | 14 semaines         | 3e       |
| 1996 | Blackberry          | Mainstream Rock Tracks | 11 semaines         | 6e       |
| 1996 | One Mirror Too Many | UK Singles Chart       | 1 semaine           | 51e      |